# Caprimulgus vexillarius
El chotacabras cuelgacintas o chotacabra de alas punteagudas (Caprimulgus vexillarius) es una especie de ave caprimulgiforme perteneciente la familia Caprimulgidae.

## Distribución y hábitat
Es un ave emigrante que se distribuye desde Nigeria hasta Sudáfrica. Su hábitat preferido está al sur del ecuador en bosques de meseta, sobre todo de miombo, que son parcialmente pedregosos  o  sembrado de colinas rocosas. Se observan como anuales y  migrantes a lo largo del Valle del Rift en Kenia y en regiones del Lago Victoria, y pasan la temporada de cría en las sabanas subtropicales de Nigeria a Sudán.

## Descripción
El macho se caracteriza por tener una banda ancha blanca sobre  otra negra primaria. Además los machos adquieren una llamativa pluma primaria  durante la temporada de reproducción. Estas cintas crecen con una mayor duración en años sucesivos, hasta alcanzar el doble de la longitud del cuerpo. Se caen o rompen rápidamente al término de la cría. 

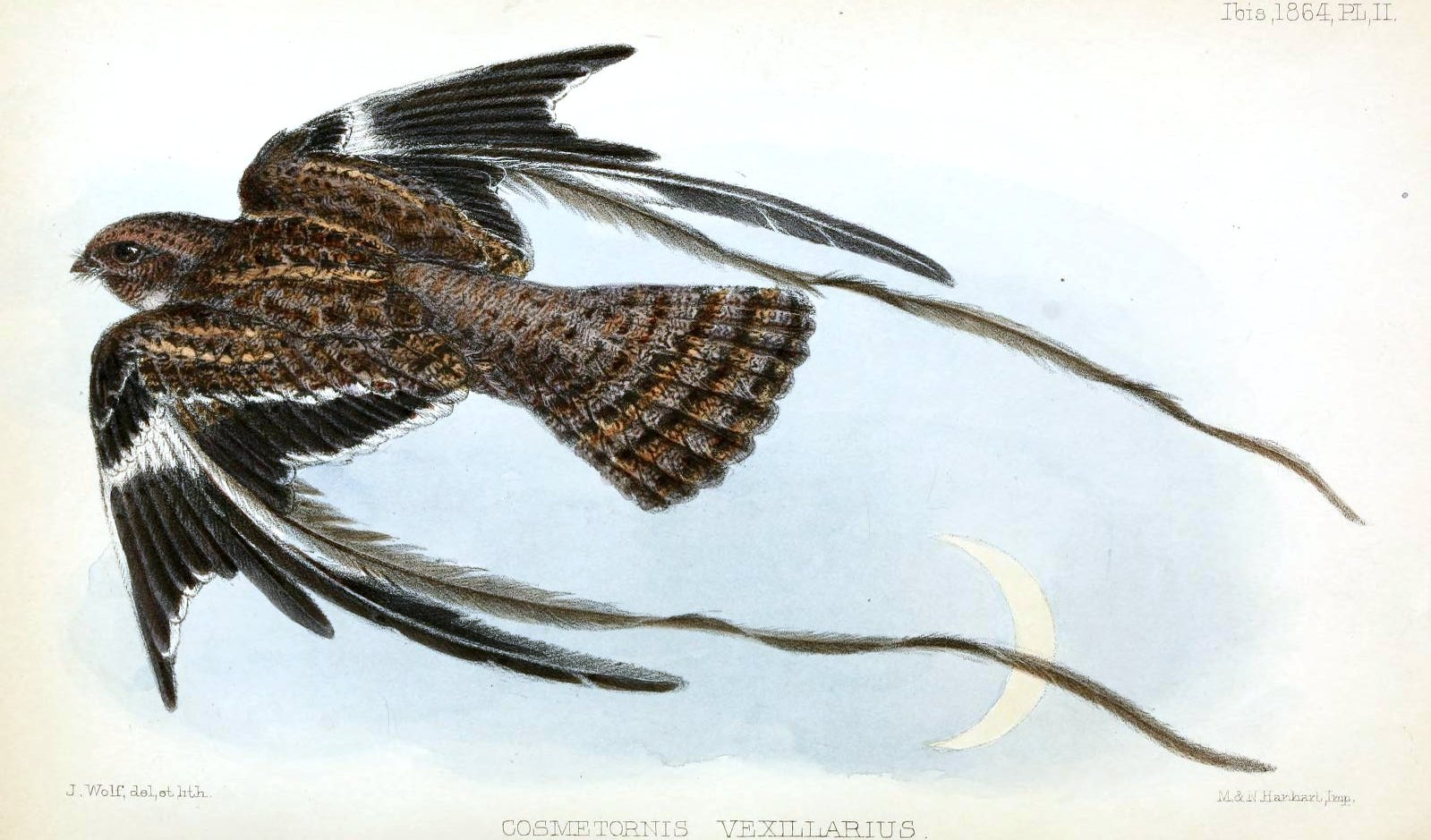
Macho con plumaje nupcial.